# Picotee
Picotee описва цветя, чийто ръб е с различен цвят от основния цвят на цветето. Думата произхожда от френски (на френски: picoté – „маркирано с точки“).

## Примери
- Хипеаструм
- Крем
- Китайски хибискус
- Рододендрон President Roosevelt
- Гайлардия